# Cromptodon mamiferoides
Cromptodon mamiferoides és una espècie extinta de cinodont que visqué durant el Triàsic mitjà en allò que avui en dia és l'oest de l'Argentina. Se n'han trobat restes fòssils al Cerro Bayo (província del Neuquén). És conegut únicament a partir d'una mandíbula. A partir d'aquest material, s'ha calculat que el crani devia fer uns 2,7 cm de llargada. La morfologia i la distribució de les cúspides de les dents postcanines són molt semblants a les de Thrinaxodon liorhinus, però el cíngol és més ample a la part lingual.